# Carlos Seixas
José António Carlos de Seixas (født 11. juni 1704 i Coimbra - død 25. august 1742 i Lissabon, Portugal) var en portugisisk komponist, organist og lærer.
Seixas blev skolet i orgel af sin fader der selv var organist, og på det lokale kloster Santa Cruz. Han underviste i Orgel og Cembalo privat, og var organist ved hoffet hos Kong Paul V af Portugal i Lissabon. Som komponist har han skrevet en symfoni, koncertmusik, korværker, messer, instrumentalstykker for orgel og cembalo etc.

## Udvalgte værker
- Symfoni Bb-dur - for orkester
- Cembalo Koncert - for cembalo og kammerorkester
- Overture - for orkester
- Messe